# Academia Pernambucana de Letras
A Academia Pernambucana de Letras (APL) é uma instituição literária sem fins lucrativos fundada em 26 de janeiro de 1901, no Recife, por Carneiro Vilela e outros escritores pernambucanos. Foi a primeira academia criada no século XX, e a quarta academia de letras do Brasil, precedida apenas pela Academia Cearense de Letras (15 de agosto de 1894), pela Academia Brasileira de Letras (20 de julho de 1897) e pela Academia Paraense de Letras (3 de maio de 1900) — criadas no século XIX. A APL era inicialmente composta por 20 cadeiras, tendo esse número expandido para 40 a partir de 1960.

## História
No fim do século XIX, alguns intelectuais do Recife cogitaram a criação de uma nova academia literária, que teria o nome de Academia Pernambucana de Letras. José Isidoro Martins Júnior, Artur Orlando da Silva, Eduardo de Carvalho e Joaquim Thiago da Fonseca endereçaram um convite a Carneiro Vilela para fazer parte da nova instituição, não tendo ele aceito tal convite, expondo no jornal A Província uma nota explicando sua recusa. O mesmo Carneiro Vilela, no entanto, fez parte do grupo de intelectuais que mais tarde em 1901 fundaram a Academia.
Em 28 de dezembro de 1900 foi publicada uma nota a respeito da iminente instalação da academia no Jornal do Recife e no Diário de Pernambuco.
Na ata da sessão ordinária de 10 de janeiro de 1901, no Instituto Arqueológico, Histórico e Geográfico Pernambucano foi assentado o seguinte texto:
| “ | O Sr. Dr. Regueira Costa pediu, e o Instituto aprovou, que se concedesse o salão de honra para nele ser instalada solenemente, no dia 26 do corrente, a Academia Pernambucana de Letras, a qual, conforme resolução do mesmo Instituto, continuará a funcionar na sede de suas sessões. | ” |

Em 14 de janeiro daquele ano houve uma sessão preparatória para instalação da Academia, com a aprovação da Lei Orgânica e escolha dos patronos das vinte cadeiras que a comporiam.
Em 26 de janeiro, em sessão solene no salão nobre do IAHGP, instalou-se a Academia Pernambucana de Letras, sob a presidência de Carneiro Vilela, com a presença do governador Antônio Gonçalves Ferreira e com discurso de Carlos Porto Carreiro.
Em 5 de maio foi publicado o primeiro número de sua Revista.
Dissolvida em 1910, a Academia foi reorganizada em 1920 e, em 1921, teve o número de cadeiras aumentado para 30, passando para as atuais 40 em 1960.
Atualmente é presidida pelo acadêmico Lourival Holanda, empossado em 26 de janeiro de 2022 e reeleito  para 2024-2025, em substituição a Lucilo Varejão Neto, que havia substituído Margarida Cantarelli, que presidiu a instituição por 4 anos.

## Antecessoras
A Academia Pernambucana de Letras não foi a primeira associação literária fundada em Pernambuco. Antes dela houve:
- Academia Suassuna, fundada em 1802;
- Academia Paraíso, fundada em 1807.

Essas academias, no entanto, não tinham apenas interesse literário. Seus maiores interesses eram políticos, de ideologia republicana, e ambas se dissolveram em 1817, quando houve a Revolução Republicana.
No final do século XIX e início do século XX houve várias associações literárias que congregavam pequenos grupos de intelectuais em locais variados:
- Cenáculo Pernambucano de Letras;
- Academia Recifense de Letras;[nota 1]
- Silogeu Pernambucano de Letras;
- Grêmio Recifense de Letras;
- Falange Literária Dr. Oliveira Lima;
- Cenáculo da Livraria Silveira;
- Academia Mozart;[nota 2]
- Café Lafayette, na Rua Primeiro Março, que, entre 1919 e 1930, funcionou como uma verdadeira academia, onde os intelectuais recifenses se reuniam. Entre eles, Ascenso Ferreira, Benedito Monteiro, Osório Borba, Joaquim Cardozo, Nilo Pereira (potiguar radicado no Recife), Esmaragdo Marroquim, Waldemar Lopes, Austro-Costa.[9]

## Sede
A Academia Pernambucana de Letras foi criada em dependência do Instituto Arqueológico, Histórico e Geográfico Pernambucano, cedida para sua instalação.
Em 1966, durante a gestão de Luiz Delgado, o governador Paulo Pessoa Guerra desapropriou o solar que foi residência do Barão Rodrigues Mendes (João José Rodrigues Mendes), projetado pelo arquiteto Louis Léger Vauthier, doando a propriedade à Academia Pernambucana de Letras, que passou a ter aí sua sede permanente.

## Acadêmicos
Esta lista relaciona todos os imortais da Academia Pernambucana de Letras, segundo a ocupação das cadeiras.
Os patronos são pernambucanos, com exceção de Bento Teixeira, da Cadeira nº 1, que se declarou português.
| Cadeira | Patrono                                                                        | Anteriores Ocupantes | Atual Ocupante                                           | Eleição                 | Posse                  |
| 1       | Bento Teixeira                                                                 | Antônio Joaquim Barbosa Viana ► Zeferino Cândido Galvão ► Ulisses Lins de Albuquerque ► Olimpio Bonald da Cunha Pedrosa (Olimpio Bonald Neto)                                                                          | (vago)                                                   |                         |                        |
| 2       | Frei Antônio de Santa Maria Jaboatão                                           | João Gregório Gonçalves Júnior ► Francisco Phaelante da Câmara Lima ► Manoel Arão de Oliveira Campos ► João Aureliano Correia de Araújo ► Lucilo da Silva Rego Varejão (Lucilo Varejão Filho)                          | Lucilo de Medeiros Dourado Varejão (Lucilo Varejão Neto) | 2011                    | 7 de abril de 2011     |
| 3       | Frei Joaquim do Amor Divino Caneca                                             | Bianor Gadault Fonseca Medeiros ► Mário Carneiro do Rego Melo ► Moacir Borges de Albuquerque ► Luiz de Magalhães Melo ► Bartolomeu Alves da Mota                                                                       | Raimundo Carrero                                         | 11 de outubro de 2004   | 20 de janeiro de 2005  |
| 4       | Vigário Francisco Ferreira Barreto                                             | Carlos da Costa Ferreira Porto Carreiro ► Francisco Barreto Rodrigues Campelo ► Luís Cristóvão dos Santos ► Mário Márcio de Almeida Santos                                                                             | Lourival Holanda                                         | 28 de março de 2016     |                        |
| 5       | José da Natividade Saldanha                                                    | Gervásio Fioravanti Pires Ferreira ► Luiz Maria de Souza Delgado ► Austriclínio Ferreira Quirino (Austro Costa) ► José Antônio da Costa Porto ► José Rafael de Menezes                                                 | Anna Maria Ventura de Lyra e César                       | 25 de janeiro de 2010   | 9 de abril de 2010     |
| 6       | Frei Miguel do Sacramento Lopes Gama (Padre Carapuceiro)                       | Artur Orlando da Silva ► Antônio Vicente de Andrade Bezerra ► Luiz Pinto Ferreira ► Cícero Amorim Gallindo (Cyl Gallindo)                                                                                              | Lourdes Maria Mendonça Sarmento                          | 30 de abril de 2013     | 9 de julho de 2013     |
| 7       | Antônio Peregrino Maciel Monteiro                                              | João Batista Regueira Costa ► Edwiges de Sá Pereira ► Maria Dulce Chacon de Albuquerque ► Maria do Carmo Tavares de Miranda ► José Luiz Mota Menezes                                                                   | Jacques Alberto Ribemboim                                | 20 de dezembro de 2021  | 23 de março de 2022    |
| 8       | Joaquim Vilela de Castro Tavares                                               | Joaquim Maria Carneiro Vilela ► José Gonçalves Maia ► Silvino Lopes Pereira ► Severino Jordão Emerenciano ► Audálio Alves Pereira ► Milton Felipe de Albuquerque Lins                                                  | José Nivaldo Júnior                                      | 11 de junho de 2015     | 23 de julho de 2015    |
| 9       | Monsenhor Francisco Muniz Tavares                                              | Francisco Augusto Pereira da Costa ► José Lucilo Ramos Varejão ► Fernando de Oliveira Mota ► Fernando Pio dos Santos ► Hilton Sette ► Francisco Austerliano Bandeira de Melo                                           | Margarida de Oliveira Cantarelli                         | 12 de dezembro de 2011  | 23 de maio de 2012     |
| 10      | Álvaro Teixeira de Macedo                                                      | Eduardo de Carvalho ► Samuel Martins ► Cônego Pedro Adrião da Silva ► Cleofas Nilo de Oliveira ► José de Souza Alencar (Alex)                                                                                          | Arthur Carvalho                                          |                         | 10 de junho de 2015    |
| 11      | General José Inácio de Abreu e Lima                                            | Alfredo Ferreira de Carvalho ► Manuel de Oliveira Lima ► Jerônimo de Carvalho Silva Gueiros ► Belchior Maia de Athayde ►Waldemir Soares de Miranda ' ►Roque de Brito Alves                                             | George Félix Cabral de Souza                             | 29 de novembro de 2021  | 7 de abril de 2022     |
| 12      | Antônio Joaquim de Melo                                                        | José Antônio de Almeida Cunha ► Dom José Pereira Alves ► Joaquim de Araújo Filho ► Nelson Nogueira Saldanha | Admaldo Matos de Assis                                   | 14 de setembro de 2015  | 26 de novembro de 2015 |
| 13      | Francisco de Paula Batista                                                     | José Isidoro Martins Júnior ► Manuel Artur Muniz ► Júlio Pires Ferreira ► Aníbal Bruno de Oliveira Firmo ► Berguedoff Elliot ► Antônio de Brito Alves ► José Lopes de Oliveira                                         | Flávio Ricardo Chaves Gomes                              | 27 de julho de 1998     | 18 de novembro de 1998 |
| 14      | Aprígio Justiniano da Silva Guimarães                                          | Henrique Capitolino Pereira de Melo ► Cônego Alfredo Xavier Pedrosa ► João Carlos de Mendonça Vasconcelos ► Orlando da Cunha Parahym ►Rostand Carneiro Leão Paraíso                                                    | Elyanna Caldas                                           | 9 de setembro de 2019   | 20 de outubro de 2019  |
| 15      | Francisco do Brasil Pinto Bandeira e Acioli Vasconcelos (Francisco Cismontano) | Ernesto de Paula Santos ► Mário Carneiro do Rego Melo ► Samuel Rodrigues Carneiro Campelo ► Aurino Vieira de Araújo Maciel ► Esdras Leonam Alves de Farias ► Leduar Figueiroa de Assis Rocha ►Waldenio Florencio Porto | Angelo Castelo Branco                                    | 29 de maio de 2023      |                        |
| 16      | Vitoriano José Mariano Palhares                                                | Joaquim José de Faria Neves Sobrinho ► Joaquim Pessoa Guerra ► Geraldo de Souza Paes Andrade ►Nilo de Oliveira Pereira ► Amílcar Dória Matos ►\|Geraldo José Marques Pereira                                           | Paulo Gustavo                                            |                         | 17 de setembro de 2015 |
| 17      | Monsenhor Manuel da Costa Honorato                                             | Sebastião de Vasconcelos Galvão ► José Hermógenes Viana ► Antônio Correa de Oliveira Andrade Filho | Francisco José Trindade Barreto                          | 27 de julho de 2015     |                        |
| 18      | Afonso Olindense Ribeiro de Souza                                              | Luiz de França Pereira ► Paulino de Andrade ► José Lourenço de Lima ► Ariano Vilar Suassuna | Nilzardo Carneiro Leão                                   | 13 de outubro de 2014   | 4 de dezembro de 2014  |
| 19      | Paulo Gonçalves de Arruda                                                      | Manuel Teotônio Freire ► João Barreto de Menezes ► Mariano Barbosa de Lemos ► Flávio da Mota Guerra ► João Cabral de Melo Neto ►Marcus Accioly                                                                         | Sílvio Neves Baptista                                    | 22 de janeiro de 2018   | 5 de março de 2018     |
| 20      | Demóstenes de Olinda e Almeida                                                 | Celso Vieira de Melo Pereira ► Mauro da Mota e Albuquerque ► Waldemar Freire Lopes | Amaury de Siqueira Medeiros                              | 12 de fevereiro de 2007 | 2 de abril de 2007     |
| 21      | Joaquim Maria Carneiro Vilela                                                  | Eustórgio Wanderley ► José Octávio de Freitas ► Eustórgio Wanderley ► Aderbal de Araújo Jurema ► Potyguar Figueiredo Matos                                                                                             | Antônio Dirceu Rabelo de Vasconcelos                     | 10 de junho de 1996     | 19 de setembro de 1996 |
| 22      | Frei Leandro do Sacramento                                                     | Armando Taborda de Souza Gaioso ► Ceciliano Célio Meira de Oliveira Melo ► Monsenhor Severino Leite Nogueira Marco Antônio Maciel                                                                                      | Roberto Mauro Cortez Motta                               |                         | 28 de março de 2022    |
| 23      | Francisco Faelante da Câmara Lima                                              | Manuel Neto Carneiro Campelo ► Gilberto Osório de Oliveira Andrade ► Gilberto de Mello Freyre ► Evaldo Bezerra Coutinho ► Francisco César Leal                                                                         | Letícia Cavalcanti                                       | 26 de agosto de 2013    |                        |
| 24      | Joaquim Aurélio Barreto Nabuco de Araújo                                       | Oscar Brandão da Rocha ► Valdemar de Figueiredo Valente ►Reinaldo da Rosa Borges de Oliveira | Mário Hélio Gomes                                        | 12 de junho de 2023     |                        |
| 25      | José Isidoro Martins Júnior                                                    | Layette Edgar Poggi de Lemos Duarte ► Valdemar de Oliveira ►Paulo Frederico do Rego Maciel | Antônio Campos                                           | 13 de outubro de 2008   | 10 de dezembro de 2008 |
| 26      | João Batista Regueira Costa                                                    | Nestor Diógenes da Silva Melo ► Carlos Martins Moreira ►Maria Estefânia Nogueira ►Gilvan Lemos ► Nelly Carvalho | Marcos José Barreto Campelo de Melo                      | 28 de outubro de 2024   |                        |
| 27      | Monsenhor Joaquim Pinto de Campos                                              | José Maria da Costa Rego Júnior ► José Carlos Cavalcanti Borges ►Pelópidas Soares da Silva | José Paulo Cavalcanti Filho                              | 27 de agosto de 2007    | 3 de dezembro de 2007  |
| 28      | Luiz Álvares Pinto                                                             | Raul da Costa Monteiro ►Vamireh Chacon de Albuquerque Nascimento |                                                          |                         |                        |
| 29      | Padre Antônio Gomes Pacheco                                                    | Mário Rodrigues Sette ► Estêvão de Menezes Ferreira Pinto ► Jaime de Barros Griz ► Maria do Carmo Barreto Campello | Marly Mota                                               | 27 de outubro de 2008   | setembro de 2009       |
| 30      | Aníbal de Mesquita Falcão                                                      | Augusto Lins e Silva ► Antônio de Andrade Lima Filho ► Jarbas Cardoso de Albuquerque Maranhão | José Mário Rodrigues                                     |                         |                        |
| 31      | Manuel de Oliveira Lima                                                        | Francisco Montenegro ► José Wamberto Pinheiro de Assunção | Maria de Fátima de Andrade Quintas                       | 28 de outubro de 2002   | 3 de abril de 2003     |
| 32      | Francisco Augusto Pereira da Costa                                             | Amaro Soares Quintas ► Fernando Alfredo Guedes Pereira de Mello Freyre ►Abdias Cabral de Moura Filho | Flávia Suassuna                                          | 14 de agosto de 2023    | 2 de outubro de 2023   |
| 33      | Alfredo Ferreira de Carvalho                                                   | Laurênio Lins de Lima ► Lucila Nogueira | Cícero Belmar                                            |                         |                        |
| 34      | Antônio Vicente de Andrade Bezerra                                             | Ruy de Ayres Bello ► José Nivaldo Barbosa de Sousa | Ângelo Monteiro                                          | 28 de outubro de 2013   | 27 de abril de 2014    |
| 35      | Antônio Pedro de Figueiredo                                                    | [ nota 24 ] [ 37 ] | Marcos Vinicios Rodrigues Vilaça                         | 2 de outubro de 1965    | 18 de janeiro de 1966  |
| 36      | Olegário Mariano Carneiro da Cunha                                             | Monsenhor Francisco Apolônio Jorge Sales ► Vanildo Campos Bezerra Cavalcanti | Frederico Eduardo Pernambucano de Melo                   | 13 de junho de 1988     | 13 de março de 1989    |
| 37      | José Higino Duarte Pereira                                                     | José Antônio Gonsalves de Melo ► Manuel Correia de Oliveira Andrade ► Deborah Brennand | Bartyra Soares                                           |                         | 27 de outubro de 2015  |
| 38      | Antônio Mendes Martins                                                         | Eugênio Teixeira Coimbra Júnior ► Danilo Fragoso dos Santos ► Waldimir Maia Leite | Luzilá Gonçalves Ferreira                                | 6 de novembro de 2010   | 29 de março de 2011    |
| 39      | Mário Carneiro do Rego Melo                                                    | Luiz do Nascimento ► Joaquim Cardozo ► Luiz Marinho Falcão Filho | Alvacir dos Santos Raposo Filho                          | 27 de maio de 2002      | 14 de novembro de 2002 |
| 40      | Mário Rodrigues Sette                                                          | Rui João Marques | Cláudio Aguiar                                           | 27 de setembro de 1993  | 13 de dezembro de 1993 |

## Sócios Correspondentes
- Mario Giuseppe Losano - Professor emérito de Filosofia do Direito e de Introdução à Informática Jurídica na Faculdade de Direito e Informática Jurídica da Universidade do Piemonte Oriental "Amedeo Avogadro" localizada em Alessandria na Itália.

## Presidentes
| Data de Posse           | Nome                    |  | Data de Posse                                 | Nome                   |
| 26 de janeiro de 1901   | Carneiro Vilela         |  | 6 de fevereiro de 1901                        | Manuel Teotônio Freire |
| 9 de novembro de 1901   | Ernesto de Paula Santos |  | 27 de novembro de 1903                        | Alfredo de Carvalho    |
| 24 de novembro de 1904  | Gervásio Fioravanti     |  | 14 de dezembro de 1905                        | Sebastião Galvão       |
| 29 de dezembro de 1906  | Manuel Teotônio Freire  |  | 12 de março de 1908                           | Faelante da Câmara     |
| 1910                    | Dissolução da Academia  |  | 17 de abril de 1920 Reorganização da Academia | Samuel Martins         |
| 9 de abril de 1921      | França Pereira          |  | 9 de agosto de 1925                           | Manuel Arão            |
| 14 de janeiro de 1930   | Sem informação          |  | 17 de março de 1930                           | Júlio Pires Ferreira   |
| 30 de dezembro de 1930  | Layette Lemos           |  | 29 de março de 1932                           | Andrade Bezerra        |
| 22 de fevereiro de 1933 | Cônego Xavier Pedrosa   |  | 10 de outubro de 1935                         | Lins e Silva           |
| 26 de janeiro de 1938   | Jerônimo Gueiros        |  | 20 de janeiro de 1948                         | João Aureliano         |
| 10 de janeiro de 1950   | Valdemar de Oliveira    |  | 4 de abril de 1961                            | Célio Meira            |
| 26 de janeiro de 1964   | Luiz Delgado            |  | 26 de janeiro de 1970                         | Marcos Vinicios Vilaça |
| 26 de janeiro de 1972   | Mauro Mota              |  | 26 de abril de 1982                           | Waldemir Miranda       |
| 26 de janeiro de 1992   | Luiz de Magalhães Melo  |  | 11 de junho de 2001                           | Antônio Corrêa         |
| 26 de janeiro de 2002   | Waldenio Porto          |  | 26 de janeiro de 2012                         | Fátima Quintas         |
| 26 de janeiro de 2016   | Margarida Cantarelli    |  | 26 de janeiro de 2020                         | Lucilo Varejão Neto    |
| 26 de janeiro de 2022   | Lourival Holanda        |  |                                               |                        |

## Prêmios
A Academia distribui prêmios literários regularmente, em edições anuais, em diversas categorias.

### PrêmioOthon Bezerra de Mello
Criado em 1945 e suspenso em 1995. A regulamentação do prêmio, descrita no Art. 23 dos estatutos da Academia, previa rotatividade de gêneros literários dos livros concorrentes:
- Poesia e ensaio;
- Teatro e romance ou novela;
- Conto e crônica.

| Ano           | Autor/Obra Premiada |
| 1945          | Austro-Costa (Vida e sonho) |
| 1946          | Lucilo Varejão (Passo errado) |
| 1947          | Oscar Brandão e Cônego Xavier Pedrosa |
| 1948          | Mário Sette (Arruar) Araújo Filho (Última colheita) |
| 1949          | Mariano Lemos (Folhas de outono) Aderbal Jurema (Provincianas) |
| 1951          | Esdras Farias (Caderno de um descrente) Luiz Beltrão (Os senhores do mundo) |
| 1952          | Hermógenes Viana (Teatro brasileiro) |
| 1953          | Mauro Mota (Elegias) Aderbal Jurema (O sobrado na paisagem recifense) |
| 1954          | Costa Rego Júnior (Imagens e sonhos) Ernesto de Albuquerque (Efígies) |
| 1955          | Luís Cristóvão dos Santos (Caminhos do Pajeú) |
| 1956          | Leduar de Assis Rocha (Vultos e fatos da velha medicina) Jaime Griz (O lobisomem da porteira velha) |
| 1957          | Waldemar Valente (Sincretismo religioso afro-brasileiro) Ascenso Ferreira (Poemas) |
| 1958          | Luiz Pinto Ferreira (Interpretação da literatura brasileira) Homero do Rêgo Barros (Fragmentos) |
| 1959          | Estêvão Pinto (Muxarabis e balcões) José Avelino Filho (Bruma de outono) |
| 1960          | Paulo Cavalcanti (Eça de Queiroz) Jaime Griz (Acauã) |
| 1961          | Edmir Domingues (Corcel de espumas) Rachel Caldas Lins (Cidade-gasolina) |
| 1963          | Olímpio de Menezes (Itinerário de Delmiro Gouveia) Luiz Marinho (Incelença) |
| 1964          | Lucilo Varejão Filho (A imagem da pedra) César Leal (Ensaios de poesia) |
| 1966          | Luiz de Andrade (O sonho e a ilha) Aluízio Furtado de Mendonça (Contos) |
| 1968          | [ nota 29 ] |
| 1969          | Luiz Marinho (Um sábado em trinta) José Nivaldo Barbosa (Amor, fuxico e emancipação) |
| 1970          | Maria do Carmo Barreto Campelo (Música do silêncio) Luís Cristóvão dos Santos (Caminhos do Sertão) Pelópidas Soares (A outra e outros)                                                                                   |
| 1971          | Joel Pontes (Os Lusíadas no Recife) Gilvan Lemos (Emissários do diabo) Luiz Marinho (Foi um dia...) |
| 1972          | Alberto Frederico Lins (O suicídio na obra camiliana) Cyl Gallindo (A conservação do grito-gesto) |
| 1973          | J. Guilherme de Aragão (Os passos do escolhido) |
| 1974          | Jorge Wanderley (Adiamentos) Paulo Bandeira da Cruz (Itinerários do rei além do tempo) |
| 1975          | Fernando Monteiro (O rei póstumo) Menção honrosa: Vanildo Bezerra Cavalcanti (É crime espiar a lona?) |
| 1976          | Joel de Albuquerque Pontes (Palavras luso-brasileiras no futebol) |
| 1977          | Everaldo Moreira Veras (O menino dos óculos de aro de metal) |
| 1978          | Aristóteles Soares (Vai e vem do sobe e desce) |
| 1979          | César Leal (Tambor cósmico) Ângelo Monteiro (O rapto da noite ou o sol como medida) |
| 1980          | Maria Elisa Dias Collier, em coautoria com Gilberto Freyre (A literatura nordestina nos fundamentos sócio-econômicos de sua expressão regional)                                                                          |
| 1982          | Sílvio Roberto de Oliveira (Modo Nordeste) |
| 1983 (Ensaio) | José Antônio Pereira (As diversas facetas de Monteiro Lobato) Neroaldo Pontes de Azevedo (Modernismo e regionalismo em Pernambuco)                                                                                       |
| 1985          | Vernaide Medeiros Wanderley (Liturgia ou poemas com rimas vermelhas) José Oliva Apolinário (Hipótese do humano) |
| 1986          | Frederico Pernambucano de Melo (Guerreiros do sol) Menção honrosa: Fernando Monteiro (Akhenaton) Marcílio Reinaux (Joel Pontes, de escritor a mestre da crítica)                                                         |
| 1987          | Orismar Rodrigues (Destino das águas) Epaminondas Cordeiro Mendonça Neto (Vocabulário noturno) Menção honrosa: Marilda Vasconcelos de Oliveira (Olhos sobre a tela) Tarcísio Laureano dos Santos (Versus)                |
| 1988          | Lucila Nogueira (Oralidade e folclore nordestino na poesia de Ascenso Ferreira) Menção honrosa: Fernando Monteiro (T. E. Laurence, o triunfar da náusea) Andréa de Miranda Borba (Gilberto Freyre, diplomata brasileiro) |
| 1989 (Poesia) | Weydson de Barros Leal (O aedo) |
| 1990 (Ficção) | Luiz Manoel Paes de Siqueira (O leão e a baronesa) Menção honrosa: Francisca Zuleide Fernandes Duarte (Travo) Luiz Manoel Paes Siqueira (A idade da pedra)                                                               |
| 1992          | Mário Márcio de Almeida Santos (A hecatombe de Garanhuns) |
| 1993          | Alves da Mota (A revolta do pântano) |
| 1994          | Mário Márcio de Almeida Santos (Um homem contra o império: Antônio Borges da Fonseca) |

### PrêmioPereira da Costa
| Ano  | Autor/Obra Premiada                        |
| 1952 | Costa Porto (Pinheiro Machado e seu tempo) |

### PrêmioJoaquim Nabuco
Formação histórica de Pernambuco
Instituído em 1956, aprovado em 12 de dezembro daquele ano, por iniciativa de Luiz de Magalhães Melo.
| Ano  | Autor/Obra Premiada                                                                                         |
| 1956 | Paulo Cavalcanti (Eça de Queiroz, agitador em Pernambuco)                                                   |
| 1957 | José Antônio Gonsalves de Melo (João Fernandes Vieira, meste de campo do terço de infantaria de Pernambuco) |
| 1958 | Eustáquio Duarte (Notas e comentários sobre o livro Mourão, Rosa e Pimenta)                                 |
| 1959 | Flávio Guerra (Lucena, um estadista do Império)                                                             |
| 1960 | Vamireh Chacon (O Capibaribe e o Recife)                                                                    |
| 1961 | Albino Gonçalves Ferreira (Mobilidade, caráter e região)                                                    |
| 1963 | Luiz do Nascimento (O jornal por dentro e por fora)                                                         |
| 1964 | Marcos Vinicios Vilaça (Em torno da sociologia do caminhão)                                                 |
| 1969 | Luiz do Nascimento (História da imprensa de Pernambuco, 3º volume)                                          |
| 1970 | Vamireh Chacon (Da Escola do Recife ao Código Civil)                                                        |
| 1971 | Valdecírio Rodrigues (História de Itamaracá)                                                                |
| 1972 | Vanildo Bezerra Cavalcanti (O Recife do Corpo Santo)                                                        |
| 1973 | Maria Isabel de Oliveira Cavalcanti (A deposição do governador Jerônimo de Mendonça Furtado)                |
| 1975 | Arnaldo Jambo (Diario de Pernambuco, história e jornal de quinze décadas)                                   |

### PrêmioMachado de Assis
Prêmio único instituído em comemoração ao cinquentenário do falecimento de Machado de Assis. Foi entregue em 22 de setembro de 1959.
| Ano  | Autor/Obra Premiada                       |
| 1959 | Joel Pontes (Machado de Assis e o teatro) |

### PrêmioFaria Neves Sobrinho
Prêmio instituído em 1974 pela Sra. Dinorá Faria Neves de Melo e extinto logo após sua primeira edição, em 1976.
| Ano  | Autor/Obra Premiada                                            |
| 1976 | Vamireh Chacon (Faria Neves Sobrinho ou espírito de província) |

### Prêmio Geraldo de Andrade
Instituído em 5 de setembro de 1972 por José Mário de Andrade, em homenagem à memória de seu pai. Foi extinto em 1985.
| Ano           | Autor/Obra Premiada                                             |
| 1975          | Antônio Brasil (Álvaro Lins, crítico sem fronteiras)            |
| 1978          | Olimpio Bonald Neto (Bacamarte, pólvora e povo)                 |
| 1984 (Ensaio) | Adalgiso Domingues Dias (Augusto dos Anjos, a sombra que ficou) |

### PrêmioLeda Carvalho
Ficção
Instituído em 1975 por Adelmar da Costa Carvalho, foi extinto com a morte de seu idealizador, em 1990.
| Ano                            | Autor/Obra Premiada |
| 1975                           | Evaldo Cabral de Melo (Olinda restaurada - guerra e açúcar no Nordeste)                                                                                          |
| 1977                           | Fernando da Cruz Gouveia (Oliveira Lima, uma biografia) Mário Souto Maior (Território da danação) (sob pseudônimo): (Mito e preconceito no Brasil do século XIX) |
| 1979                           | Paulo Cavalcanti (O caso eu conto como o caso foi) Luzilá Carvalho (Espaço numa poesia pernambucana)                                                             |
| 1980                           | Djanira Silva do Rego Barros (Álvaro Lins – uma interpretação)                                                                                                   |
| 1982                           | Cyro de Matos (Os primitivos) |
| 1983 (livro inédito de contos) | Eduardo Moreira Veras (O circo dos horrores) |
| 1984                           | José Américo de Lima (Maratona) |
| 1985                           | Cyl Gallindo (Um morto coberto de razão) Andreia Borba (Limbo sedutor) Menção honrosa: Mozart Borges Bezerra (Histórias improváveis)                             |
| 1987 (Ficção)                  | Douglas Tabosa de Almeida (Saudade do futuro) Menção honrosa: Jaques Cerqueira (Lembranças do sótão) Isaac Schachmik (Um casaco de peles)                        |
| 1988 (Ficção)                  | Rafael da Rocha Neto (O espelho da alma janela) |
| 1989 (Ficção)                  | Rubem Rocha Filho (De menino a moço) |

### PrêmioGervásio Fioravanti
(Poesia)
Prêmio instituído em 1979 pelo Dr. Paulo Fioravanti e extinto a partir de 1994.
| Ano                         | Autor/Obra Premiada |
| 1979                        | Djanira Silva do Rego Barros (Poesia) |
| 1980                        | Paulo Gustavo de Oliveira (Museu) |
| 1982                        | Davino Ribeiro de Sena (Memórias) |
| 1983                        | Inaldo José Cavalcanti (O regresso da amada) Maria Camerina Maroja (Mãe)                                                                         |
| 1984 (Poesia Universitária) | Frederico Jorge Spencer Hartmann (Atestado de bons antecedentes)                                                                                 |
| 1985                        | Marli Marques Pereira |
| 1986                        | Nely Queiroz Lucas |
| 1987                        | Alaíde Correia Lima dos Santos (Soneto barroco)                                                                                                  |
| 1988 (Poesia)               | Marcelino Epifânio Soares Botelho (Recife aos gritos) Haldson Cursino Moura Júnior (Recife) João Libório da Cruz Botelho Sobrinho (Quadrilobolo) |
| 1989 (Poesia Universitária) | Esdras de Queiroz Souto (Sob encomenda) Quarto crescente – pseudônimo (A parte) Clóvis Mendes Silva (Deita no meu exílio)                        |
| 1990 (Poesia Universitária) | Valter Moreira dos Santos (Quarto a lápis de cor (revisto de cinzas)) Valmir Henrique de Araújo (Ler) Saulo Cunha Serpa Brandão (Polaroide)      |
| 1991 (Poesia Universitária) | Ícaro – pseudônimo (As romãs acesas do desejo) Fernando de Souza (Fluir) Flor de Lis – pseudônimo (Kamikase)                                     |
| 1994 (Poesia Estudantil)    | Thaís Farias Galvão (poemas avulsos) |

### PrêmioVânia Souto de Carvalho
Instituído em 1990.
| Ano            | Autor/Obra Premiada |
| 1990 (Ensaio)  | Alberto Frederico Lins (O sentido histórico na obra de Camilo Castelo Branco) |
| 1991 (Ficção)  | Amílcar Dória Matos (O baú e a serpente) Menção honrosa: Eugênia Menezes (O canto de minha memória) |
| 1992           | Rubem Rocha Filho (Os assaltantes) |
| 1993 (ensaio)  | Ana Maria César (A bala e a mitra) |
| 1995           | Dalva Almeida (Conhece Gruchenbka?) |
| 1998 (Ficção)  | Antônio Fernando Lopes Gaspar (Cortina de fumaça) |
| 1999 (Ficção)  | Luzinete Laporte de Carvalho (O homem com girassóis no olhar) |
| 2000           | Djanira Silva do Rego Barros (Olho do girassol) Menção honrosa: Elbio Spencer (Devaneios) Everaldo Veras (Contos descontados) Laura Areias (Dois Cristóvãos)                                               |
| 2001 (Ficção)  | Rubem Rocha Filho (Resto do mar) Menção honrosa: Benito Araújo (O turfista) Hugo Vaz (As chuvas voltarão)                                                                                                  |
| 2002 (Ficção)  | Cyro Pereira de Mattos (Berro de fogo e outras histórias) |
| 2003 (Ficção)  | Benito Araújo (O turfista) Menção honrosa: Hugo Vaz (Castigo de Deus) Admaldo Matos de Assis (Astúcias da imaginação)                                                                                      |
| 2004 (Ficção)  | Gustavo Melo (Inverno selvagem) Menção honrosa: Admaldo Matos de Assis (O dono do girassol) Telma de Figueiredo Brilhante (Aflição de pássaro)                                                             |
| 2006 (Romance) | Alexandre Santos (O Moinho) |
| 2007 (Romance) | Admaldo Matos de Assis (A muralha e o cavalo) Menção honrosa: Cícero Belmar (Acabou-se o que era doce) |
| 2008           | Cici Araújo (80 Horas) Menção Honrosa: Flávio Alencar (Alguns Contos Mais) |
| 2009 (Ficção)  | Luciene Freitas (Profundidade azul) Menção honrosa: Antônio Nunes Barbosa Filho (Gênesis: Uma história de amor e ciência) Admaldo Matos de Assis (Terras adormecidas) Adelmar Tavares de Lyra (Outra face) |
| 2010           | Djanira Silva do Rego Barros (A morte cega) Menção Honrosa: Flávio Alencar (Dez encontrados contos) |
| 2011           | Patrícia Gonçalves Tenório (Como se Ícaro falasse) Menção honrosa: Rafael Rocha Neto (Olhos abertos para a morte)                                                                                          |
| 2012           | Cícero Belmar (Aqueles livros não me iludem mais) Menções Honrosas: Edna Maria Cabral de Alcântara (Lua fria) Paulo Caldas (Porto dos amantes)                                                             |
| 2013           | Melchiades Montenegro Filho (Cesário) Menções Honrosas: Ricardo Japiassu Simões (Dias Secretos) João Gratuliano Glasner de Lima (Irreal de Fato)                                                           |
| 2014           | Paulo Santos de Oliveira (O General das Massas) |
| 2015           | [ nota 33 ] |
| 2016           | Andréa Araújo Gomes Ferraz (A sutileza do sangue) Menção honrosa: Rômulo César Lapenda Rodrigues de Melo (Dois nós na gravata)                                                                             |
| 2017           | Álvaro Antônio Maria Moreira Filho (Meu velho guerrilheiro |
| 2018           | André Balaio (Quebranto) |
| 2019           | Fernanda Oliveira Santos (Elefantes dourados) Menções honrosas: Paulo Afonso Correia de Paiva (O congresso e outros contos) Frederico de Oliveira Toscano (O condomínio)                                   |

### PrêmioNanie Siqueira Santos
(Poesia – não inédito)
Instituído em 1991 e extinto a partir de 1995.
| Ano  | Autor/Obra Premiada                                                                           |
| 1991 | Flávio Chaves (Vocabulário das sombras) Vital Corrêa de Araújo (Gesta pernambucana)           |
| 1992 | Flávio Chaves (Alvoroço do invisível)                                                         |
| 1993 | Orfeu de Tamerlão (pseudônimo) - (Casa do vinho) Ícaro (pseudônimo) - (Aragem do subterrâneo) |
| 1994 | Geraldo Falcão (Estações de angústia) Paulo Cardoso (As veias da noite)                       |

### Prêmio Hebron de Literatura
Outorgado no ano de 1994, conjuntamente com o Congresso Internacional da UMEAL, sendo repetido em 2007, nas mesmas condições, em outro congresso, porém não tendo a Academia como co-outorgante.
| Ano  | Autor/Obra Premiada |
| 1994 | Leovigildo Repona (pseudônimo) (Janela aberta sobre a velha aldeia) Menção Honrosa: Braz Amaro (pseudônimo) (Se alguém rir, paro de falar) Morubinaba (pseudônimo) (Mulheres milenares) |

### PrêmioDulce Chacon
(Livro de autora pernambucana)
Instituído em 9 de abril de 2001 pelo acadêmico Wamireh Chacon em homenagem à memória de sua mãe.
| Ano                                 | Autor/Obra Premiada |
| 2001 (Escritora – qualquer gênero)  | Lourdes Sarmento (Olhos de tigre) Menção honrosa: Deborah Brennand (Maçãs negras) |
| 2003 (Escritora – ficção)           | Ana Maria César (O tom azul) |
| 2006 (Livro de Autora Pernambucana) | Frederica Kriek (No Sagrado Território das Lembranças) |
| 2008                                | Geovania Freitas (Pernambucana ) |
| 2010                                | Luciene Freitas (O espelho do tempo) |
| 2012                                | Luciene Freitas (Liberdade amordaçada) |
| 2014                                | Selma Vasconcelos (No curso da história) Menção Honrosa: Andrea Fernandes Nunes Padilha (A Corte Infiltrada)                                                                                   |
| 2016                                | Enaide de Alencar Vidal Pires (Retalhos de vida costurados de saudade) Menção honrosa: Kelma Fabíola Beltrão de Souza (Gilberto Freyre e Anísio Teixeira: uma educação regionalista no Recife) |

### PrêmioAmaro de Lyra e César
(Poesia)
Instituído em 1995 pela escritora Ana Maria César, em homenagem à memória de seu pai. O prêmio foi extinto por força de carta enviada pela patrocinadora, em 25 de junho de 2001.
| Ano  | Autor/Obra Premiada |
| 1995 | Inaldo y Cavalcanti (O arco-íris à noite) Valter da Rosa Borges (O ser, o agora, o sempre) Menção honrosa: Geraldo Falcão (O viajante anônimo e outros poemas) Rubem Rocha Filho (Mariana de Marian) Marcílio de Medeiros Brito (A pulsação repleta)                                                                       |
| 1997 | Geraldo Falcão (Cais de esfera) Ricardo Chaves Gomes (Porto imaginário) Severino Filgueira de Menezes Filho (Parada de palavras) Menção honrosa: Carlos Newton Júnior (Canudos) Eugenio Pacelli Jerônimo Santos (Pequeno som da beleza útil) Albérgio Maia de Farias (Ainda) Everaldo Moreira Veras (O remorso dos ventos) |
| 1998 | Geraldo Falcão (Inscrições na chuva) Menção honrosa: Paulo Cardoso (Origens) Vital Corrêa de Araújo (Coração de areia) |
| 1999 | Paulo Cardoso (Coroas do mar e do sertão) |
| 2000 | Carlos Severiano Cavalcanti (Caminhos da vida) Menção honrosa: Nicolino Limongi (Conversando com o silêncio) Lúcio Ferreira (Exercício do sentir) |

### PrêmioAntônio de Brito Alves
(Ensaio)
Instituído em 1997 pela sra. Lia de Brito Alves.
| Ano  | Autor/Obra Premiada |
| 1997 | Juarez César Malta Siqueira (Igreja, poder e direitos humanos no Brasil) Menção honrosa: Carlos Newton Júnior (O pai, o exílio e o reino) |
| 1998 | Djanira Silva do Rego Barros (A grande saga audaliana) Menção honrosa: Holanda Barros (Mini refexões) |
| 1999 | Djanira Silva do Rego Barros (Raízes da solidão) |
| 2000 | Dulce de Queiroz Campos (Identificação e identidade – aproximações conceituais) |
| 2001 | Elbio Spencer de Holanda Barros (Aproximações históricas) Menção honrosa: Lourival Araújo da Silva (O discurso sorridente – construção da imagem do Padre Carapuceiro) |
| 2002 | Rivaldo Paiva (Saudades de 60 – o Recife ao sabor do tempo) Menção honrosa: Elbio Spencer Holanda de Barros (Notas superficiais à margem ou estética – sobre a Igreja de São Pedro dos Clérigos do Recife – um monumento barroco) José Alexandre Ribemboim (As comunidades esquecidas)    |
| 2003 | André Caldas Cervinsky (Eça de Queiroz e Jô Soares, breves ensaios literários) |
| 2004 | (não foi concedido) Menção honrosa: Luciene Freitas (Martha de Holanda: Uma guerreira do tempo) |
| 2007 | André Caldas Cervinsky (O lituano) Lauro Vasconcelos de Oliveira (Osman Lins: vocação ética, criação estética) |
| 2008 | Juarez Caesar Malta Sobreira (Jerusalém pertence a quem?) Menção honrosa: Jorge José de Santana (A Televisão Pernambucana por quem a viu nascer) Rivaldo Paiva (Uma História de Poder) |
| 2009 | André Caldas Cervinsky (O Brasil de Manuel Bandeira) Menção honrosa: Francisco Albuquerque Pereira (Poeta Bandeira: O busto da discórdia) Wilton Andrade de Souza (A natureza pernambucana na pintura de Telles Júnior)                                                                   |
| 2010 | Selma Vasconcelos (João Cabral de Melo Neto - retrato falado do poeta) Manoel Neto Teixeira (Pinto Ferreira – Vida e Obra (o pensador, filósofo, jurista, humanista e educador)) Menção Honrosa: Cássio Cavalcante (Nara Leão – a musa dos trópicos)                                      |
| 2011 | Anco Márcio Tenório Vieira (Dante e a construção da forma cristã) Menção honrosa: Alfredo Sérgio Magalhães Jambo (Investigação de Giambattista Vico) |
| 2012 | Pedro Nunes Filho (Guerreiro togado) Menção Honrosa: Flávio Henrique Alberto Baryne (Educação & republicanismo. Experimentos arendtianos) Ivanilde Morais de Gusmão (Um caminho para Marx)                                                                                                |
| 2013 | Juarez Caesar Malta Sobreira (A Maldição de Édipo) |
| 2014 | Josias Teófilo (O Cinema Sonhado) Menção Honrosa: Ariadne Quintella (Acertos e Desacertos de Joaquim Nabuco) |
| 2015 | Flávio Henrique Albert Brayner (Ensaio sobre uma teologia laica (para ir além do paulofreirianismo)) Menções honrosas: Juarez Caesar Malta Sobreira (Antropologia da alma – sete ensaios metafísicos (e dois hiperfisicos)) Bruno Romero Ferreira Miranda (Viagem ao Brasil, 1644 – 1654) |
| 2016 | Flávio Henrique Albert Brayner (Fundamentos da educação. Crise e reconstrução) Menções honrosas: Paulo Camelo de Andrade Almeida (Dicionário do falar pernambucano) Miriam Teresinha Fonseca de Carvalho (A brasilidade na pintura de César Romero)                                       |
| 2017 | Kelma Fabíola Beltrão de Souza (Um centro educacional Brasileirinho da Silva) Menção honrosa: André Caldas Cervinsks (O poeta e a cidade: três ensaios sobre Manoel Bandeira) |
| 2019 | Menção Honrosa: Mario Cysneiro de Oliveira (Sobre arte e fogo) |

### PrêmioEdmir Domingues
(Poesia)
Instituído em 25 de junho de 2001 pelo acadêmico Waldemar Lopes e, após sua morte, em 2006, mantido pelos familiares do poeta Edmir Domingues.
| Ano  | Autor/Obra Premiada |
| 2001 | Eugênio Soares (O romance interdito) Menção honrosa: Leonardo Coimbra (Alquimia dos versos) Carlos Alberto de Assis Cavalcanti (Itinerário poético) Glauber de Oliveira (Iminência do sensibilismo e iniciação do artista)                        |
| 2002 | Luiz Carlos Duarte (A consagração do silêncio) Menção honrosa: Andréa Borba (Estações) |
| 2003 | Marchezan Albuquerque (Rastro na relva) Menção honrosa: Glauber de Oliveira (Livro geral I) Eric Dayan (A Senhora dos Ventos) |
| 2004 | Lúcio Ferreira (Essas coisas cá de dentro) Menção honrosa: Cyro de Mattos (Cancioneiro do cacau) Selma Vasconcelos (Zumbi dos Palmares) |
| 2006 | Vital Corrêa de Araújo (Só às paredes confesso) Menção Honrosa: Carlos Severiano Cavalcanti (Sertanidade) Paulo Camelo de Andrade Almeida (Coroas de uma coroa)                                                                                   |
| 2007 | Gerusa Leal (Versilêncios) Menção Honrosa: Carlos Severiano Cavalcanti (A gênese do tempo) Lourdes Nicácio e Silva (O lavrador do templo) |
| 2008 | Marcos Cordeiro (Romançal Paranambuco) Menção Honrosa: Lúcio Roberto Ferreira (Um Corte Alem do Fio) |
| 2010 | Bartyra Soares (Ciclo das oferendas) |
| 2011 | Marcos de Andrade Filho (SPOLLIVM) Menção honrosa: José Antônio da Silva ( Poe - Arrecifes) Lúcio Roberto Ferreira (A Ponte e a Travessia) |
| 2012 | Ciro José Tavares da Silva (Anêmonas) Menções Honrosas: Sônia Carneiro Leão (Remendando trapos) Fábio Cavalcante de Andrade (A transparência do tempo) Lúcio Ferreira (O pássaro e o mapa) Bartyra Soares (Arquitetura dos sentidos)              |
| 2013 | Ciro José Tavares da Silva (Boa Noite outono) Menções Honrosas: Albuquerque Pereira (Oração pelo índio) Rômulo César Lapenda Rodrigues de Melo (Huma Árvore Umanista) Valdeci da Silva Ferraz (A estrada do silêncio)                             |
| 2014 | Djanira Silva do Rego Barros (Saudade presa) |
| 2015 | Sonia Maria de Barros Marques (Sangria desatada) Menções honrosas: Francisco Albuquerque Pereira (Viva o gênio mulato brasileiro) Raimundo de Moraes (Tango sincopado para uma cidade morena)                                                     |
| 2016 | José Luiz de Almeida Melo (Livros dos sonetos, dos primeiros aos penúltimos) Menções honrosas: Yuri Pires Rodrigues Artifício) Paulo Caldas (Círculo amoroso e outros poemas)                                                                     |
| 2017 | Edson Mendes de Araújo Lima (Quase poesia, quase faina, quase) Menção Honrosa: Luiz Coutinho Dias Filho (Cancioneiro da Revolução) |
| 2019 | Bernardo Valois Souto (A aridez das horas e outros poemas) Menções honrosas: Alexsandro Souto Maior de Macedo (A seiva) Paulo Camelo de Andrade Almeida (Mulheres, mulheres - Coroas de outra coroa) Álvaro Murilo Cordeiro Crespo (Alma e tempo) |

### PrêmioLeonor Carolina Corrêa de Oliveira
(História de Condado e Goiana) (estendendo-se a História dos municípios de Pernambuco)
Prêmio criado em 25 de fevereiro de 2002 pelo acadêmico Antônio Corrêa de Oliveira, em homenagem à memória de sua esposa e mantido após seu falecimento.
| Ano  | Autor/Obra Premiada |
| 2002 | Ligia Rabelo de Vasconcelos e Argus Vasconcelos de Almeida (Gente de Goyanna) |
| 2003 | Modestino Arruda Fontes (Goiana, ontem e hoje) Menção honrosa: Enemerson Muniz de Araújo (Fragmentos sobre a história de Condado)                                                                                            |
| 2004 | Solange Guimarães Valadares de Souza (Visão panorâmica da educação em Goiana nos períodos colonial e imperial) Menção honrosa: Enemerson Muniz de Araújo (Leonor Carolina, perfil de uma secretária do Apostolado da Oração) |
| 2006 | Enemerson Muniz de Araújo (Freguesia de Nossa Senhora do Ó de Goiana: do Livro de Tombo ao Diploma de Agregação à Associação do Apostolado da Oração)                                                                        |
| 2007 | Josué Antônio Fonseca de Sena (Goiana em verso e prosa) |
| 2008 | Letícia Garcia (PE Quero TV) |
| 2010 | Ronaldo José Souto Maior (Bezerros, seus fatos e sua gente) |
| 2012 | Pedro Humberto Ferrer de Morais (República da cachaça, Vitória de Santo Antão) |
| 2014 | Arnaud Mattoso (Ipojuca. Passado, presente e futuro do município que mais cresce em Pernambuco) |
| 2016 | Fernando Guerra de Souza (Adros, pátios e praças públicas) |
| 2017 | Breno Almeida Vaz Lisboa (Olinda: Entre poderes, Elites) |
| 2019 | Arrisson de Souza Ferraz e Luiz Gonzaga Biones Ferraz (Cabrobó, cidade pernambucana em conta de chegada) Menção Honrosa: Marcelo Soares Bezerra (O sertão do Salgueiro)                                                      |

### PrêmioAmaro Quintas
(História de Pernambuco)
Instituído em 2004 pela escritora e antropóloga Fátima Quintas em homenagem à memória de seu pai.
| Ano  | Autor/Obra Premiada |
| 2004 | Telma Bittencourt de Vasconcelos (Dona Anna Paes) Menção honrosa: Inaldete Pinheiro de Carvalho (Cântico dos encontros - Quilombo de Pernambuco e outros cânticos)                                                 |
| 2006 | Eduardo Cortês (Da Great Western ao Metrô do Recife) |
| 2007 | Ana Maria César (A faculdade sitiada) |
| 2008 | Geraldo Ferraz de Sá Torres Filho (Pernambuco no tempo do Cangaço. Theophanes Ferraz Torres, um bravo Militar: 1894-1933 (em dois volumes))                                                                        |
| 2009 | Leda Rejane Accioly Sellaro (Educação de modernidade em Pernambuco) |
| 2011 | Lêda Rejane Accioly Sellaro (Educação e Religião: colégios protestantes em Pernambuco na Primeira República (anos 1920))                                                                                           |
| 2012 | George Félix Cabral de Souza (Trato & mofatas: o grupo mercantil do Recife colonial) Menção Honrosa: Jacques Ribemboim e José Ribemboim (Uma Olinda judaica (1537-1631))                                           |
| 2014 | Jacques Ribemboim e Wilton de Souza (Boa Vista: berço das artes plásticas pernambucanas) |
| 2015 | Paulo Santos de Oliveira (Quilombolas, Mazombos e Mascates) |
| 2017 | George Félix Cabral de Souza (Almas à venda: Comércio negreiro na Praça do Recife (1660-1760)) Menção Honrosa: Francisco Pedrosa de Andrade (A Síncope do Atlântico: Literatura e cultura no Recife dos anos 1950) |
| 2019 | Carlos Henrique Romeu Cabral (Conexão Recife – Paris - transferências artísticas e descentralização da arte moderna brasileira)                                                                                    |

### Prêmio Roval de Contos
| Ano  | Autor/Obra Premiada                        |
| 2006 | Flávio Alencar (Conto pra você)            |
| 2007 | Admaldo Matos de Assis (Gritos no deserto) |

### PrêmioElita Ferreira
(Literatura infantil)
Instituído em 2007, patrocinado pelas Edições Bagaço.
| Ano  | Autor/Obra Premiada |
| 2007 | Gilson Lopes (O gosto do capim) |
| 2008 | Antônio Nunes Barbosa Filho (O aprendiz de Don Juan) |
| 2009 | Antônio Nunes Barbosa Filho (A visão do mundo de um cãozinho de estimação) Menção honrosa: Flávio Alencar (Contos infantis nunca contados)                 |
| 2010 | Lygia Boudoux (Com as mãos cheias de céu) |
| 2011 | :Menção honrosa: Antônio Nunes Barbosa Filho (Contação: uma historinha para cada dedo da mão)                                                              |
| 2012 | Gerusa Leal (Carolina) |
| 2013 | Cecília de Morais Dantas (O Manifesto dos Caranguejos) Menção Honrosa: Raphaela Nicácio da Silva Lopes (As Histórias de Seu Joaquim e Dona Maria)          |
| 2014 | Marcio Renné Moreira Leal (Carvão, Um Gato Diferente) Menção Honrosa: Maria Lucia de Moura da Veiga Pessoa (Cinco Dúzias ou sessenta Tons de Lápis de Cor) |
| 2015 | Paulo Santos de Oliveira (Joaninha no Arraial do Bom Jesus)                                                                                                |
| 2016 | Arnaud Soares Mattoso (Pequeno Ruby) Menção honrosa: Camilla Nicodemos Inojosa de Andrade Soares (Lápis mágico)                                            |
| 2017 | Manoel Constantino Filho (A menina que vendia rosas encarnadas) Menção honrosa: Cleyton José de Andrade Cabral (Osvaldo não sai do lugar)                  |
| 2019 | Cecília de Moraes Dantas (Serafim e o Sol) :Menção honrosa: Camila Inojosa (Cadê meu sonho?)                                                               |

### PrêmioWaldemar Lopes
(Soneto inédito)
Prêmio criado pelo acadêmico Amaury de Siqueira Medeiros na cerimônia de sua posse, em 2007, porém só efetivamente instituído em 2010.
Em 2013, passou a julgar um conjunto de 10 sonetos inéditos do autor concorrente.
 Em 2014 diminuiu o número de sonetos para 3.
Em 2015, voltou a julgar um conjunto de 10 sonetos.
Não houve edição do prêmio a partir de 2016.
| Ano  | Autor/Obra Premiada |
| 2010 | Rosa Lia Dinelli (Elegia a Waldemar Lopes) Menção Honrosa: Paulo Camelo (Espelho do meu eu)                                                           |
| 2011 | [ nota 42 ] |
| 2012 | [ nota 42 ] |
| 2013 | Hugo Siqueira de Souza (Doce é a luz) |
| 2014 | Samuel de Souza Neto (Sonetos Inéditos) Menção Honrosa: Carlos Alberto de Assis Cavalcante (Três Sonetos)                                             |
| 2015 | Paulo Camelo de Andrade Almeida (Salmos em sonetos) Menções Honrosas: Emerson Xavier da Silva (10 Sonetos) Rafael Augusto Costa de Oliveira (Sonetos) |

### Prêmio de Literatura Regional Neíse eJosé Nivaldo
Prêmio criado pelo Acadêmico José Nivaldo Júnior para contemplar o melhor livro com temática regional.
| Ano  | Autor/Obra Premiada               |
| 2024 | Melchiades Montenegro (O escambo) |

## Livros Sobre a APL
- PARAÍSO, Rostand. Academia Pernambucana de Letras: sua história, v. 1. Recife: APL, 2006.
- PARAÍSO, Rostand. Academia Pernambucana de Letras: efemérides, v. 2. Recife: APL, 2006.